# Atalanta Bergamasca Calcio 2002-2003
Questa voce raccoglie le informazioni riguardanti l'Atalanta Bergamasca Calcio nelle competizioni ufficiali della stagione 2002-2003.

## Stagione
Il 53º campionato di Serie A è foriero di difficoltà per l'Atalanta. A dispetto della tranquillità sperimentata nelle ultime edizioni, stavolta i nerazzurri si ritrovano coinvolti sin dall'inizio nella lotta per non retrocedere. La prima giornata di campionato slitta a novembre per una vertenza tra i club relativa ai diritti televisivi, così si parte dal secondo turno in cui l'Atalanta fa visita alla Juventus campione d'Italia: ne scaturisce un 3-0 che sarà la prima di ben cinque sconfitte nelle prime sei giornate. L'appuntamento con la vittoria è rimandato al 3 novembre, quando i nerazzurri vincono 2-0 contro il Piacenza. Seguono i pesanti rovesci contro Modena (1-3 in casa nel recupero della prima giornata) e Chievo (4-1 al Bentegodi). Un segnale positivo arriva dal successo nel derby contro il Brescia alla 10ª giornata: nella parte conclusiva del girone d'andata le prestazioni migliorano, anche se i risultati non sono sempre soddisfacenti (si segnalano il k.o. di misura a San Siro contro l'Inter e i pari contro Torino e Como nel volgere del nuovo anno).
Al giro di boa l'Atalanta mette insieme due vittorie consecutive: la prima 2-1 in casa contro la Roma, la seconda 2-0 a Modena. Dopo l'importante pareggio con la Juventus, l'Atalanta conquista in quel di Bologna il secondo successo in trasferta di fila. Una serie di pareggi, alcuni di prestigio come quelli rimediati all'Olimpico contro la Lazio e a San Siro contro il Milan, fanno presagire una possibile uscita dal tunnel per i ragazzi di Vavassori. Il pesante k.o. nel derby di ritorno contro il Brescia apre una nuova crisi che ha il suo culmine nel turno pasquale, quando l'Atalanta perde a Perugia: al termine della partita si consuma lo strappo definitivo tra Vavassori e la dirigenza, con l'esonero dell'allenatore delle ultime quattro stagioni e l'affidamento della panchina a Giancarlo Finardi. Mancano cinque partite alla fine del campionato: l'Atalanta chiude il torneo senza più perdere, con tre pareggi e due vittorie contro Como e Roma (quest'ultima è la terza affermazione in trasferta dei nerazzurri). L'Atalanta termina il torneo a 38 punti, gli stessi di altre tre squadre (Empoli, Reggina e Modena). Applicando il metodo della classifica avulsa, toscani ed emiliani sono meglio piazzati e quindi salvi: a questo punto si rende necessario uno spareggio tra nerazzurri e amaranto. La partita di andata si gioca a Reggio Calabria e termina 0-0, ma nel return match la Reggina espugna Bergamo e condanna gli uomini di Finardi (nel primo k.o. della sua gestione) alla retrocessione in Serie B.

## Organigramma societario
Area direttiva
- Presidente: Ivan Ruggeri
- Vice presidenti: Bruno Ruggeri e Giambattista Begnini
- Direttore generale: Roberto Zanzi

Area organizzativa
- Segretario generale: Luca Befani
- Team manager: Luca Befani

Area tecnica
- Direttore sportivo: Emiliano Mascetti
- Collaboratori tecnici: Gabriele Messina
- Allenatore: Giovanni Vavassori, dal 20 aprile 2003 Giancarlo Finardi
- Vice allenatore: Alessandro Tirloni
- Preparatori atletici: Marco Rota e Giorgio D'Urbano
- Preparatore dei portieri: Nello Malizia

Area sanitaria
- Sovr. sanitario: Amedeo Amadeo
- Responsabile sanitario: Bruno Sgherzi
- Medico sociale: Valter Polini
- Fisioterapista: Marcello Ginami
- Massaggiatori: Gianmario Gerenzani, Maurizio Carminati e Giancarlo Colombo

## Rosa
| N. |                            | Ruolo | Calciatore         |
| -- | -------------------------- | ----- | ------------------ |
| 1  | Italia (bandiera)          | P     | Massimo Taibi      |
| 2  | Italia (bandiera)          | D     | Fabio Rustico      |
| 3  | Italia (bandiera)          | C     | Simone Padoin      |
| 4  | Italia (bandiera)          | D     | Mauro Minelli      |
| 5  | Italia (bandiera)          | D     | Luigi Sala         |
| 6  | Francia (bandiera)         | C     | Ousmane Dabo       |
| 7  | Italia (bandiera)          | C     | Daniele Berretta   |
| 8  | Italia (bandiera)          | C     | Luciano Zauri      |
| 9  | Italia (bandiera)          | A     | Fausto Rossini     |
| 10 | Italia (bandiera)          | C     | Alex Pinardi       |
| 11 | Croazia (bandiera)         | D     | Davor Vugrinec     |
| 13 | Brasile (bandiera)         | A     | Piá                |
| 15 | Grecia (bandiera)          | A     | Apostolos Liolidīs |
| 16 | Italia (bandiera)          | D     | Cesare Natali      |
| 18 | Rep. Dominicana (bandiera) | C     | Vinicio Espinal    |
| 19 | Italia (bandiera)          | C     | Carmine Gautieri   |
| 20 | Italia (bandiera)          | C     | Massimo Carrera    |
| 21 | Brasile (bandiera)         | D     | Fabiano            |

| N. |                    | Ruolo | Calciatore          |
| -- | ------------------ | ----- | ------------------- |
| 22 | Italia (bandiera)  | D     | Sebastiano Siviglia |
| 23 | Italia (bandiera)  | D     | Alessandro Rinaldi  |
| 23 | Italia (bandiera)  | D     | Natale Gonnella     |
| 24 | Croazia (bandiera) | D     | Ivan Javorčić       |
| 25 | Brasile (bandiera) | D     | Santos              |
| 26 | Italia (bandiera)  | D     | Danilo Zini         |
| 27 | Italia (bandiera)  | C     | Cristiano Doni      |
| 28 | Italia (bandiera)  | P     | Michael Agazzi      |
| 28 | Italia (bandiera)  | D     | Mauro Minelli       |
| 30 | Italia (bandiera)  | D     | Gianpaolo Bellini   |
| 31 | Italia (bandiera)  | P     | Alex Calderoni      |
| 32 | Italia (bandiera)  | A     | Rolando Bianchi     |
| 34 | Francia (bandiera) | A     | Julien Rantier      |
| 40 | Italia (bandiera)  | D     | Paolo Tramezzani    |
| 70 | Italia (bandiera)  | A     | Gianni Comandini    |
| 77 | Italia (bandiera)  | D     | Damiano Zenoni      |
| 83 | Italia (bandiera)  | C     | Yuri Breviario      |
| 94 | Italia (bandiera)  | D     | Paolo Foglio        |

## Calciomercato

### Sessione estiva(dal 01/07 al 31/08)
| Acquisti | Acquisti                 | Acquisti       | Acquisti               |
| R.       | Nome                     | da             | Modalità               |
| -------- | ------------------------ | -------------- | ---------------------- |
| P        | Nicholas Caglioni        | Fanfulla       | fine prestito          |
| D        | Gleison Pinto dos Santos |                | svincolato             |
| D        | Mauro Minelli            | Lumezzane      | fine prestito          |
| D        | Danilo Zini              | Pistoiese      | compartecipazione      |
| C        | Carmine Gautieri         |                | svincolato             |
| C        | Ivan Javorčić            | Treviso        | prestito               |
| A        | Apostolos Liolidīs       | Arīs Salonicco | definitivo (900.000 €) |

| Cessioni | Cessioni            | Cessioni   | Cessioni          |
| R.       | Nome                | a          | Modalità          |
| -------- | ------------------- | ---------- | ----------------- |
| P        | Nicholas Caglioni   | USO Calcio | prestito          |
| D        | Gianluca Falsini    | Parma      | fine prestito     |
| D        | Massimo Paganin     | Sampdoria  | compartecipazione |
| C        | Inácio Joelson      | Pavia      | prestito          |
| C        | Pierluigi Orlandini | Brindisi   | compartecipazione |
| C        | Biagio Pagano       | Lumezzane  | prestito          |
| A        | Corrado Colombo     | Sampdoria  | compartecipazione |
| A        | Luca Saudati        | Empoli     | prestito          |

### Sessione invernale(dal 02/01 al 31/01)
| Acquisti | Acquisti            | Acquisti | Acquisti          |
| R.       | Nome                | da       | Modalità          |
| -------- | ------------------- | -------- | ----------------- |
| D        | Natale Gonnella     | Verona   | compartecipazione |
| D        | Sebastiano Siviglia | Parma    | prestito          |
| D        | Paolo Tramezzani    | Piacenza | compartecipazione |
| A        | Davor Vugrinec      | Lecce    | compartecipazione |

| Cessioni | Cessioni           | Cessioni   | Cessioni          |
| R.       | Nome               | a          | Modalità          |
| -------- | ------------------ | ---------- | ----------------- |
| D        | Fabiano            | AlzanoCene | compartecipazione |
| D        | Mauro Minelli      | Verona     | compartecipazione |
| D        | Alessandro Rinaldi | Piacenza   | definitivo        |
| D        | Danilo Zini        | Ascoli     | prestito          |
| C        | Yuri Breviario     | Prato      | compartecipazione |
| C        | Vinicio Espinal    | Taranto    | compartecipazione |

## Risultati

### Serie A

#### Girone di andata
| Arbitro: | Dondarini (Finale Emilia) |

|          |           |                                     |
| Dabo 90’ | Marcatori | 13’ G. Colucci 39’ Kamara 76’ Mauri |

| Arbitro: | Paparesta (Bari) |

|                                       |           |  |
| Del Piero 27’ (rig.), 34’ Fresi 90+1’ | Marcatori |  |

| Arbitro: | Trentalange (Torino) |

|                      |           |                               |
| Doni 18’, 51’ (rig.) | Marcatori | 13’ Locatelli 77’ C. Bellucci |

| Arbitro: | Preschern (Mestre) |

|             |           |  |
| Sensini 60’ | Marcatori |  |

| Arbitro: | Treossi (Forlì) |

|  |           |           |
|  | Marcatori | 24’ César |

| Arbitro: | Paparesta (Bari) |

|          |           |                                                |
| Sala 30’ | Marcatori | 15’ Rivaldo 41’ Tomasson 66’ (rig.), 81’ Pirlo |

| Arbitro: | Pellegrino (Barcellona Pozzo di Gotto) |

|                     |           |               |
| Nakata 14’ Mutu 71’ | Marcatori | 85’ Comandini |

| Arbitro: | Bolognino (Milano) |

|                        |           |  |
| Sala 78’ Comandini 88’ | Marcatori |  |

| Arbitro: | Morganti (Ascoli Piceno) |

|                                                      |           |          |
| F. Cossato 45’, 87’ D. Franceschini 56’ Perrotta 84’ | Marcatori | 40’ Sala |

| Arbitro: | Collina (Viareggio) |

|                        |           |  |
| Dabo 69’ Comandini 73’ | Marcatori |  |

| Arbitro: | Dondarini (Finale Emilia) |

|             |           |              |
| Savoldi 56’ | Marcatori | 34’ Gautieri |

| Arbitro: | Tombolini (Ancona) |

|  |           |                        |
|  | Marcatori | 22’ Miccoli 80’ Fusani |

| Arbitro: | Tombolini (Ancona) |

|                    |           |            |
| Mezzano 60’ (rig.) | Marcatori | 13’ Natali |

| Arbitro: | Bertini (Arezzo) |

|            |           |  |
| Kallon 70’ | Marcatori |  |

| Arbitro: | Bolognino (Milano) |

|                        |           |                       |
| Doni 13’ D. Zenoni 34’ | Marcatori | 85’ Grieco 89’ Tavano |

| Arbitro: | Treossi (Forlì) |

|                |           |            |
| Bjelanović 44’ | Marcatori | 53’ Foglio |

| Arbitro: | Trentalange (Torino) |

|                         |           |          |
| Doni 41’ Tramezzani 87’ | Marcatori | 9’ Totti |

#### Girone di ritorno
| Arbitro: | Rosetti (Torino) |

|  |           |                      |
|  | Marcatori | 35’ Dabo 85’ Pinardi |

| Arbitro: | Pellegrino (Barcellona Pozzo di Gotto) |

|             |           |             |
| Pinardi 40’ | Marcatori | 51’ Di Vaio |

| Arbitro: | Paparesta (Bologna) |

|                                |           |                                   |
| Signori 69’ (rig.), 72’ (rig.) | Marcatori | 28’, 49’ Pinardi 90+4’ F. Rossini |

| Bergamo 16 febbraio 2003, ore 15:00 CET 21ª giornata | Atalanta                 | 0 – 0 referto | Udinese | Stadio Atleti Azzurri d'Italia (13.305 spett.)\| Arbitro: \| Morganti (Ascoli Piceno) \| |
| Arbitro:                                             | Morganti (Ascoli Piceno) |               |         |                                                                                          |

| Roma 23 febbraio 2003, ore 15:00 CET 22ª giornata | Lazio              | 0 – 0 referto | Atalanta | Stadio Olimpico (33.611 spett.)\| Arbitro: \| Tombolini (Ancona) \| |
| Arbitro:                                          | Tombolini (Ancona) |               |          |                                                                     |

| Arbitro: | Farina (Novi Ligure) |

|                                  |           |                                       |
| F. Inzaghi 34’, 79’ Tomasson 70’ | Marcatori | 1’ (aut.) Maldini 29’, 31’ F. Rossini |

| Bergamo 9 marzo 2003, ore 15:00 CET 24ª giornata | Atalanta         | 0 – 0 referto | Parma | Stadio Atleti Azzurri d'Italia (14.994 spett.)\| Arbitro: \| Rosetti (Torino) \| |
| Arbitro:                                         | Rosetti (Torino) |               |       |                                                                                  |

| Arbitro: | Farina (Novi Ligure) |

|                          |           |  |
| Hübner 41’ De Cesare 89’ | Marcatori |  |

| Arbitro: | Collina (Viareggio) |

|          |           |  |
| Dabo 52’ | Marcatori |  |

| Arbitro: | Pellegrino (Barcellona Pozzo di Gotto) |

|                                      |           |  |
| Appiah 3’ R. Baggio 45’ Petruzzi 85’ | Marcatori |  |

| Arbitro: | Bolognino (Milano) |

|         |           |               |
| Doni 9’ | Marcatori | 52’ Bonazzoli |

| Arbitro: | De Santis (Roma) |

|              |           |  |
| Pagliuca 78’ | Marcatori |  |

| Arbitro: | Palanca (Roma) |

|                        |           |                 |
| Doni 75’, 90+2’ (rig.) | Marcatori | 22’, 89’ Donati |

| Arbitro: | Tombolini (Ancona) |

|              |           |             |
| Gautieri 71’ | Marcatori | 13’ Martins |

| Empoli 10 maggio 2003, ore 15:00 CEST 32ª giornata | Empoli               | 0 – 0 referto | Atalanta | Stadio Carlo Castellani (10.043 spett.)\| Arbitro: \| Trentalange (Torino) \| |
| Arbitro:                                           | Trentalange (Torino) |               |          |                                                                               |

| Arbitro: | De Santis (Roma) |

|                      |           |            |
| Doni 63’ (rig.), 81’ | Marcatori | 17’ Caccia |

| Arbitro: | Pellegrino (Barcellona Pozzo di Gotto) |

|              |           |                       |
| De Rossi 30’ | Marcatori | 27’ Doni 55’ Gautieri |

#### Spareggio salvezza
| Reggio Calabria 29 maggio 2003, ore 20:30 CEST Andata | Reggina          | 0 – 0 referto | Atalanta | Stadio Oreste Granillo (28.000 spett.)\| Arbitro: \| De Santis (Roma) \| |
| Arbitro:                                              | De Santis (Roma) |               |          |                                                                          |

| Arbitro: | Collina (Viareggio) |

|            |           |                         |
| Natali 18’ | Marcatori | 33’ Cozza 85’ Bonazzoli |

### Coppa Italia

#### Fase a eliminazione diretta
| Arbitro: | Rosetti (Torino) |

|             |           |  |
| Colombo 62’ | Marcatori |  |

| Arbitro: | Morganti (Ascoli Piceno) |

|               |           |                     |
| Comandini 53’ | Marcatori | 14’ (rig.) Iacopino |

## Statistiche

### Statistiche di squadra
| Competizione       | Punti | In casa | In casa | In casa | In casa | In casa | In casa | In trasferta | In trasferta | In trasferta | In trasferta | In trasferta | In trasferta | Totale | Totale | Totale | Totale | Totale | Totale | DR  |
| Competizione       | Punti | G       | V       | N       | P       | Gf      | Gs      | G            | V            | N            | P            | Gf           | Gs           | G      | V      | N      | P      | Gf     | Gs     | DR  |
| ------------------ | ----- | ------- | ------- | ------- | ------- | ------- | ------- | ------------ | ------------ | ------------ | ------------ | ------------ | ------------ | ------ | ------ | ------ | ------ | ------ | ------ | --- |
| Serie A            | 38    | 17      | 5       | 8       | 4       | 20      | 21      | 17           | 3            | 6            | 8            | 15           | 26           | 34     | 8      | 14     | 12     | 35     | 47     | -12 |
| Spareggio salvezza | -     | 1       | 0       | 0       | 1       | 1       | 2       | 1            | 0            | 1            | 0            | 0            | 0            | 2      | 0      | 1      | 1      | 1      | 2      | -1  |
| Coppa Italia       | -     | 1       | 0       | 1       | 0       | 1       | 1       | 1            | 0            | 0            | 1            | 0            | 1            | 2      | 0      | 1      | 1      | 1      | 2      | -1  |
| Totale             | -     | 19      | 5       | 9       | 5       | 22      | 24      | 19           | 3            | 7            | 9            | 15           | 27           | 38     | 8      | 16     | 14     | 37     | 51     | -14 |

### Andamento in campionato
| Giornata  | 1  | 2  | 3  | 4  | 5  | 6  | 7  | 8  | 9  | 10 | 11 | 12 | 13 | 14 | 15 | 16 | 17 | 18 | 19 | 20 | 21 | 22 | 23 | 24 | 25 | 26 | 27 | 28 | 29 | 30 | 31 | 32 | 33 | 34 |
| --------- | -- | -- | -- | -- | -- | -- | -- | -- | -- | -- | -- | -- | -- | -- | -- | -- | -- | -- | -- | -- | -- | -- | -- | -- | -- | -- | -- | -- | -- | -- | -- | -- | -- | -- |
| Luogo     | C  | T  | C  | T  | C  | C  | T  | C  | T  | C  | T  | C  | T  | T  | C  | T  | C  | T  | C  | T  | C  | T  | T  | C  | T  | C  | T  | C  | T  | C  | C  | T  | C  | T  |
| Risultato | P  | P  | N  | P  | P  | P  | P  | V  | P  | V  | N  | P  | N  | P  | N  | N  | V  | V  | N  | V  | N  | N  | N  | N  | P  | V  | P  | N  | P  | N  | N  | N  | V  | V  |
| Posizione | 16 | 17 | 16 | 17 | 18 | 18 | 18 | 18 | 18 | 15 | 15 | 15 | 15 | 15 | 15 | 15 | 14 | 14 | 15 | 13 | 13 | 14 | 15 | 14 | 15 | 14 | 15 | 15 | 15 | 15 | 14 | 14 | 14 | 13 |

Fonte:  Serie A - Italia, su transfermarkt.it, Transfermarkt.
Legenda:

Luogo: C = Casa; T = Trasferta. Risultato: V = Vittoria; N = Pareggio; P = Sconfitta.

### Statistiche dei giocatori
| Giocatore     | Serie A + Spareggio salvezza | Serie A + Spareggio salvezza | Serie A + Spareggio salvezza | Serie A + Spareggio salvezza | Coppa Italia | Coppa Italia | Coppa Italia | Coppa Italia | Totale   | Totale | Totale      | Totale     |
| Giocatore     | Presenze                     | Reti                         | Ammonizioni                  | Espulsioni                   | Presenze     | Reti         | Ammonizioni  | Espulsioni   | Presenze | Reti   | Ammonizioni | Espulsioni |
| ------------- | ---------------------------- | ---------------------------- | ---------------------------- | ---------------------------- | ------------ | ------------ | ------------ | ------------ | -------- | ------ | ----------- | ---------- |
| G. Bellini    | 19+2                         | 0                            | 0                            | 0                            | 1            | 0            | 0            | 0            | 22       | 0      | 0           | 0          |
| D. Berretta   | 28+2                         | 0                            | 4+0                          | 1+0                          | 1            | 0            | 2            | 1            | 31       | 0      | 6           | 2          |
| R. Bianchi    | 16+0                         | 0                            | 1+0                          | 0                            | 1            | 0            | 1            | 0            | 17       | 0      | 2           | 0          |
| Y. Breviario  | 2+0                          | 0                            | 0                            | 0                            | 1            | 0            | 0            | 1            | 3        | 0      | 0           | 1          |
| A. Calderoni  | 1+0                          | -1-0                         | 0                            | 0                            | 0            | 0            | 0            | 0            | 1        | -1     | 0           | 0          |
| M. Carrera    | 14+2                         | 0                            | 1+0                          | 0                            | 1            | 0            | 0            | 0            | 17       | 0      | 1           | 0          |
| G. Comandini  | 10                           | 3+0                          | 0                            | 0                            | 1            | 1            | 0            | 0            | 11       | 4      | 0           | 0          |
| O. Dabo       | 31+2                         | 4+0                          | 4+0                          | 0                            | 1            | 0            | 0            | 0            | 34       | 4      | 4           | 0          |
| C. Doni       | 26+1                         | 10                           | 10+1                         | 2                            | 1            | 0            | 0            | 0            | 28       | 10     | 11          | 2          |
| V. Espinal    | 1+0                          | 0                            | 0                            | 0                            | 1            | 0            | 0            | 0            | 2        | 0      | 0           | 0          |
| Fabiano       | 0                            | 0                            | 0                            | 0                            | 1            | 0            | 0            | 0            | 1        | 0      | 0           | 0          |
| P. Foglio     | 23+1                         | 1+0                          | 5+0                          | 0                            | 1            | 0            | 1            | 0            | 25       | 1      | 6           | 0          |
| C. Gautieri   | 25+2                         | 3+0                          | 5+2                          | 0                            | 1            | 0            | 0            | 0            | 28       | 3      | 7           | 0          |
| N. Gonnella   | 1+0                          | 0                            | 0                            | 0                            | -            | -            | -            | -            | 1        | 0      | 0           | 0          |
| A. Liolidis   | 2                            | 0                            | 0                            | 0                            | 2            | 0            | 1            | 0            | 4        | 0      | 1           | 0          |
| C. Natali     | 27+2                         | 2+1                          | 4+0                          | 0                            | 1            | 0            | 0            | 0            | 30       | 3      | 4           | 0          |
| Piá           | 14+1                         | 0                            | 1+0                          | 0                            | 1            | 0            | 0            | 0            | 16       | 0      | 1           | 0          |
| A. Pinardi    | 22+0                         | 4+0                          | 1+0                          | 0                            | 1            | 0            | 0            | 0            | 23       | 4      | 1           | 0          |
| J. Rantier    | 1+0                          | 0                            | 0                            | 0                            | -            | -            | -            | -            | 1        | 0      | 0           | 0          |
| A. Rinaldi    | 0                            | 0                            | 0                            | 0                            | 2            | 0            | 1            | 0            | 2        | 0      | 1           | 0          |
| F. Rossini    | 23+2                         | 3+0                          | 4+0                          | 0                            | 1            | 0            | 1            | 0            | 26       | 3      | 5           | 0          |
| F. Rustico    | 4+2                          | 0                            | 4+1                          | 0                            | 1            | 0            | 0            | 0            | 7        | 0      | 5           | 0          |
| L. Sala       | 30+1                         | 3+0                          | 4+2                          | 0+1                          | 1            | 0            | 0            | 0            | 32       | 3      | 6           | 1          |
| S. Siviglia   | 17+0                         | 3+0                          | 3+0                          | 0                            | 1            | 0            | 0            | 0            | 18       | 3      | 3           | 0          |
| M. Taibi      | 33+2                         | -46-2                        | 0                            | 0                            | 2            | 0            | 0            | 0            | 37       | -46    | 0           | 0          |
| P. Tramezzani | 11+0                         | 1+0                          | 1+0                          | 0                            | -            | -            | -            | -            | 11       | 1      | 1           | 0          |
| D. Vugrinec   | 13+2                         | 0                            | 1+0                          | 0                            | -            | -            | -            | -            | 15       | 0      | 1           | 0          |
| L. Zauri      | 32+2                         | 0                            | 10                           | 1+0                          | 2            | 0            | 1            | 0            | 36       | 0      | 11          | 1          |
| D. Zenoni     | 30+1                         | 1+0                          | 9+1                          | 1+0                          | 1            | 0            | 0            | 0            | 32       | 1      | 10          | 1          |
| D. Zini       | 1+0                          | 0                            | 0                            | 0                            | 1            | 0            | 0            | 0            | 2        | 0      | 0           | 0          |